# Royal Academy of Dramatic Art
Royal Academy of Dramatic Art (RADA, Królewska Akademia Sztuki Dramatycznej) – brytyjska uczelnia wyższa wyspecjalizowana w kształceniu aktorów oraz osób wykonujących inne zawody związane z teatrem.
Jest jednym z wydziałów King’s College, który z kolei wchodzi w skład University of London. Jest najbardziej znaną szkołą teatralną w Wielkiej Brytanii i jedną z najbardziej prestiżowych instytucji tego typu na świecie.

## Opis
RADA powstała w 1904 roku. Początkowo działała przy teatrze Her Majesty’s Theatre na West Endzie. W 1905 otrzymała pierwszą własną siedzibę, a 1920 uzyskała tzw. kartę królewską (royal charter), ustanawiającą nad nią patronat monarchy i umożliwiającą używanie słowa „królewska” w nazwie.
Szkoła jest znana przede wszystkim ze swoich trzyletnich studiów aktorskich, kończących się uzyskaniem tytułu bakałarza (licencjata) sztuk. Na studia te obowiązuje ścisły limit przyjęć, wynoszący 32 osoby rocznie. Ponadto po ok. 35 osób na roku kształci się na RADA na dwuletnich studiach dla osób zajmujących się rzemiosłami teatralnymi, takimi jak wykonywanie rekwizytów, projektowanie kostiumów, czy projektowanie i budowa scenografii.  

## Władze
Bieżącym funkcjonowaniem Akademii kieruje jej dyrektor, którym obecnie jest Edward Kemp. Rolę nadzorczą i reprezentacyjną pełnią prezydent uczelni, obecnie Kenneth Branagh, a także Rada Akademii. Przewodniczącym Rady jest aktualnie producent teatralny Stephen Waley-Cohen, a do jej członków należą m.in. Mike Leigh, Fiona Shaw, Imogen Stubbs oraz Richard Wilson.

## Budynki

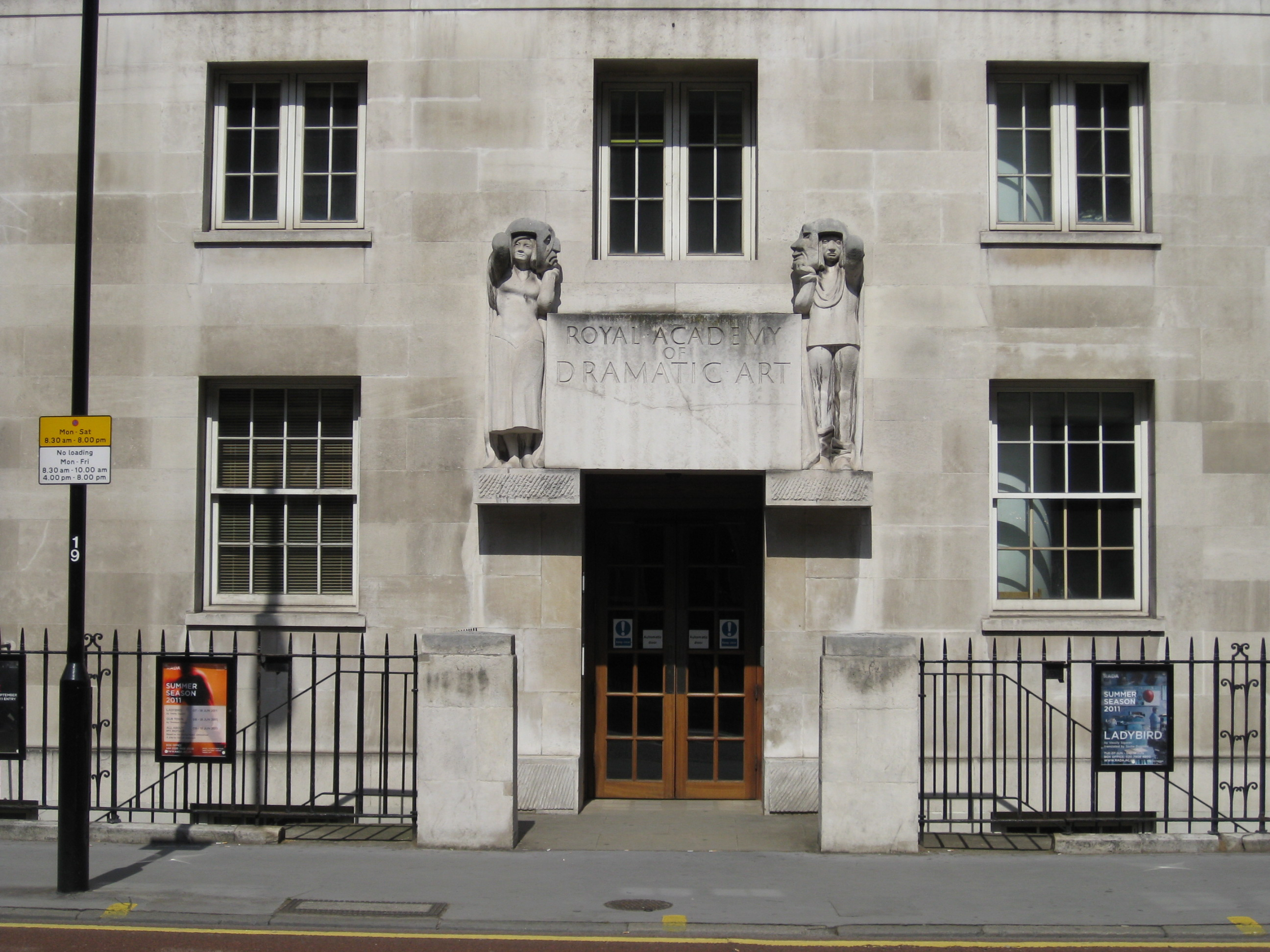
Wejście do gmachu głównego RADA przy Gower Street
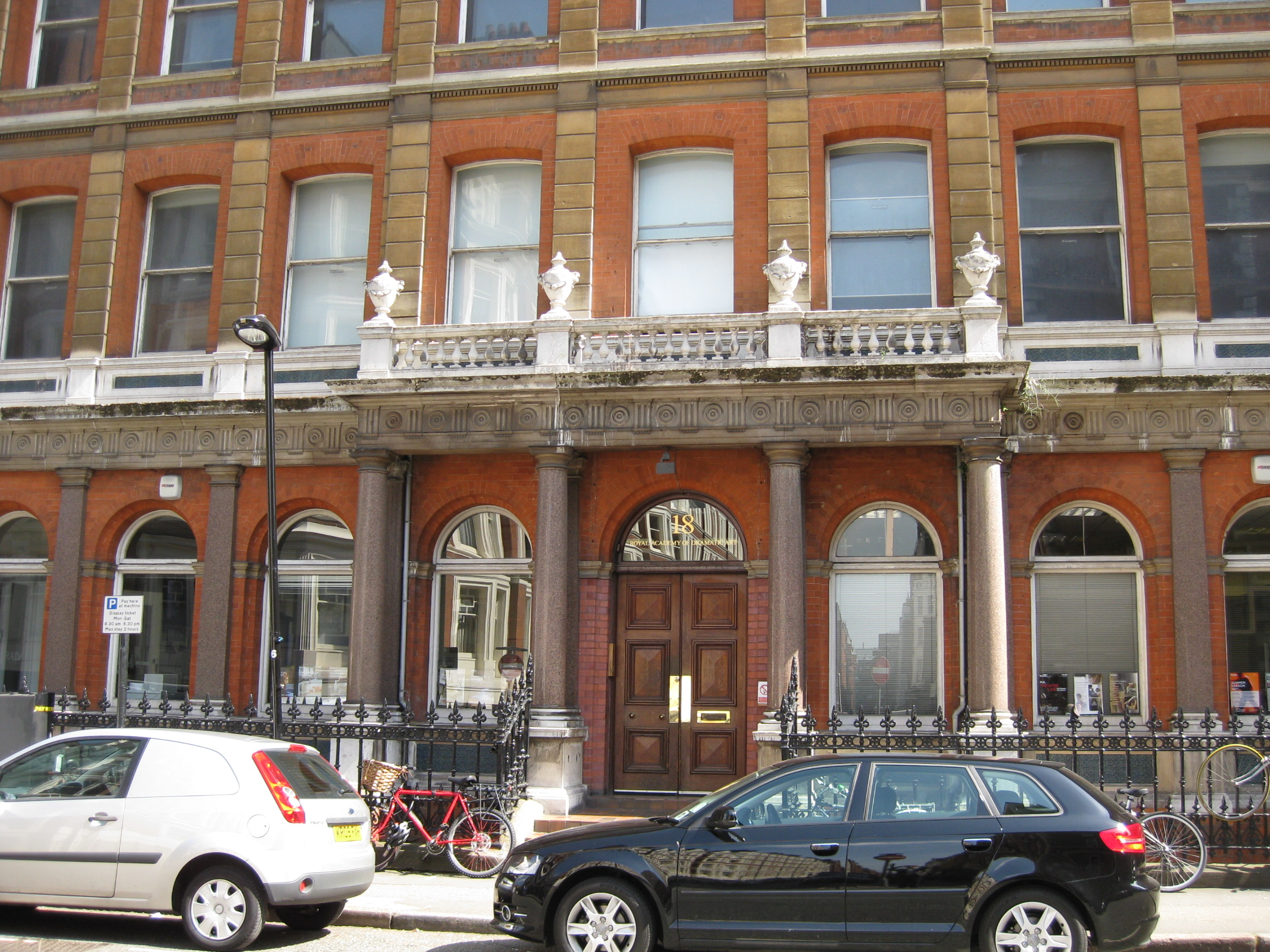
Budynek przy Chenies Street

## Absolwenci
- Richard Attenborough
- Alan Bates
- Sean Bean
- Kenneth Branagh
- Richard Briers
- Joan Collins
- Timothy Dalton
- Brian Epstein
- Ralph Fiennes
- Albert Finney
- Gemma Arterton
- Michael Gambon
- John Gielgud
- Brendan Gleeson
- Sally Hawkins
- Tom Hiddleston
- Ian Holm
- Anthony Hopkins
- Reginald D. Hunter
- John Hurt
- Jonathan Hyde
- Glenda Jackson
- Derek Jacobi
- Charles Laughton
- Vivien Leigh
- Robert Lindsay
- Lois Maxwell
- Roger Moore
- Peter O’Toole
- Joe Orton
- Clive Owen
- Harold Pinter
- Jonathan Pryce
- Jean Rhys
- John Rhys-Davies
- Alan Rickman
- Diana Rigg
- Michael Sheen
- Fiona Shaw
- Imelda Staunton
- Juliet Stevenson
- Dawid Warner
- Ben Whishaw
- Peter Yates
- Taron Egerton